# Bertil Roos
Bertil Roos (n. 12 octombrie 1943, Göteborg, Suedia – d. 31 martie 2016, East Stroudsburg⁠(d), Pennsylvania, SUA) a fost un pilot de Formula 1. De-a lungul carierei a luat startul în 1 cursă, niciuna din pole-position. Nu a câștigat nicio cursă și nu a terminat niciodată pe podium, acumulând 0 puncte în întreaga activitate ca pilot de Formula 1.